# ローガン・トム
ローガン・トム（Logan Maile Lei Tom, 1981年5月25日 - ）は、アメリカ合衆国の元女子バレーボール選手、ビーチバレー選手。元インドアアメリカ代表。

## 来歴
- カリフォルニア州ナパ出身。
- NFLのフィラデルフィア・イーグルスとシカゴ・ベアーズで選手として活躍した中国系とハワイ先住民族の混血であるメルヴィン・トムを父に持つ。
- スタンフォード大学在学中の2000年にアメリカ代表入りし、以降は攻守の要として活躍している。
- 2002世界選手権の銀メダル、2003ワールドカップ、2007ワールドカップの銅メダル、2008北京五輪、2011ワールドカップ、2012ロンドン五輪の銀メダルなど様々な国際大会でメダルを獲得している。
- オリンピックには2000年シドニー五輪、2004年アテネ五輪、2008年北京五輪、2012年ロンドン五輪の4大会に出場している。そのうち、北京五輪ではベストスコアラー賞を受賞した。
- 2007年、当時の代表監督であった朗平からの要望で3年ぶりに代表に招集され、復帰後のワールドカップではチームを蘇らせる活躍で銅メダル獲得の原動力となった。また、北京五輪後に復帰した2010年のワールドグランプリ2010では9年ぶりの優勝に大きく貢献した。
- イタリア、ロシア、トルコのリーグなどでプレーし、2008年にはVリーグの久光製薬スプリングスでプレーした。
- 近年では一年おきにビーチバレーの世界でも活躍している。
- 2020年のシーズンをもって現役引退。
- 2021年10月、クレイトン・スタンリー、トッド・ロジャースと共にバレーボール殿堂入りを果たした[1][2]。
- 2021年、バレーボールイスラエル女子代表の指導者[3]となり、2023年からはMaccabi XT Haifaのヘッドコーチを務めている[4]。

## 球歴
- オリンピック - 2000年（4位）、2004年（5位）、2008年（銀メダル）、2012年（銀メダル）
- 世界選手権 - 2002年（銀メダル）、2010年（4位）
- ワールドカップ - 2003年（銅メダル）、2007年（銅メダル）、2011年（銀メダル）

## 所属クラブ
- Stanford University （1999-2002年）
- MRV/Minas （2003年）
- Vini Monte Schiavo Jesi （2003-2004年）
- Bigmat Kerakoll Chieri （2004-2005年）
- Voléro Zürich　（2005-2006年）
- テネリフェ・マリシャル　（2006-2007年）
- ディナモ・モスクワ （2007-2008年）
- 久光製薬スプリングス （2008-2009年）
- アシステル・ノヴァーラ （2009-2010年）
- 広東恒大（2010-2011年）
- フェネルバフチェ （2011-2012年）
- ユニリーバ・バレー（2012-2013年）
- Pallavolo Ornavasso（2014年）
- RCカンヌ（2014-2015年）
- ハルクバンク・アンカラ（2015-2016年）
- Jakarta Pertamina Energi（2015-2016年）
- Harbour Raiders VC（2016-2017年）
- Maccabi XT Haifa（2017–2019年）
- Hapoel Kfar Saba（2019-2020年）